# Jean-Baptiste Jourdan
Jean-Baptiste Jourdan, francoski maršal, * 29. april 1762, Limoges, Francija, † 23. november 1833, Pariz.